# Glyptothorax indicus
Glyptothorax indicus es una especie de peces de la familia Sisoridae en el orden de los Siluriformes.

## Morfología
• Los machos pueden llegar alcanzar los 11 cm de longitud total.

## Distribución geográfica
Se encuentra en la India y en Nepal.